# クイーンズ大学 (カナダ)
クイーンズ大学（英語: Queen's University at Kingston）は、カナダオンタリオ州キングストン市に本部を置くカナダの公立大学。1841年創立、1841年大学設置。大学の略称はQueen's, QU。
カナダ中部における名門の大学である。大学評価の世界的指標の一つである、クアクアレリ・シモンズによる「QS世界大学ランキング 2021」における総合評点の世界順位は、246位であった（カナダ国内大学中は第9位）。Shanghai Ranking Consultancy の『世界大学学術ランキング』(ARWU, The Academic Ranking of World Universities) によると、2018年度「総合201-300位（カナダ９位）」である。 さらに 、カナダ専門の大学ランキングを公表しているMacleansは2021年に最新の「Medical Doctoral 大学ランキング」を公開し、クイーンズの順位はカナダ国内５位であった。
高円宮憲仁親王&イーロン・マスクも留学してる大学である。イーロンマスクはここで2年間勉強した後アイビー・リーグの一環であるペンシルベニア大学に編入した。

## 歴史
スコットランド教会はヴィクトリア女王の勅許を受け、1841年10月16日にオンタリオ州キングストンにクイーンズ大学を設立した。これはカナダの国家成立の26年前である。最初の授業は1842年3月7日に教授2人と学生13人で行われた。学位を授与する大学としてカナダ植民地で初めての教育機関となり、また大西洋岸以西の州で初めて女性の入学を認め、さらには学生自治会の創設を認めた大学となった。1883年には、クイーンズ大学と提携する形で女子医学校が創設され、1888年にクイーンズ大学が補修課程を実施した。
クイーンズ大学は創設当初、教育上の自由、権威、モラルと責任を重視するスコットランドの伝統的な教育を進めるためエジンバラ大学をモデルとした。
ちなみに、1974年から1984年にかけて当大学第15代校長を務めた学者のロナルド・ランプマン・ワッツは、日本の長野県軽井沢町生まれである。

## 学部構成
クイーンズ大学には、約14,500人の全日制学部生および約3,500人の大学院生、その他の学生（定時制、インターン、神学部生、英語学科生など）約4,500人が登録されている。下記の学部・学科で構成されている。
- 文理学部（Faculty of Arts and Science）：社会科学、人文科学、自然科学および生命科学、言語、美術に加え、下記の学科も含む。
  - 音楽学科（School of Music）
  - 健康科学科（School of Kinesiology and Health Studies）
  - 計数学科（School of Computing）
  - 環境学科（School of Environmental Studies）
  - 英語学科（School of English）
- 工学部・応用科学部（Faculty of Engineering & Applied Science）：学生は下記の専門学科を選考することができる。
  - 化学工学科、工業化学科、土木学科、情報工学科、電気工学科、工業物理学科、地質工学科、数学科、機械材質工学科、鉱業工学科
- 健康科学部（Faculty of Health Sciences）：下記の学科に分かれている。
  - 医学科（School of Medicine）
  - 看護学科（School of Nursing）
  - リハビリ治療学科（School of Rehabilitation Therapy）
- 法学部（Faculty of Law）
- 教育学部（Faculty of Education）
- 経営学部（School of Business）：「School」という名称だが独立して一つの学部を構成している。
- 大学院研究課程学部（School of Graduate Studies and Research）：下記の2学科を含む。
  - 政策学科（School of Policy Studies）
  - 都市地域計画学科（School of Urban and Regional Planning）
- 神学部（Queen's Theological College）：提携関係とされている。

## キャンパス
石灰岩のゴシック、ネオ・ゴシック様式の美しいキャンパスを持つ。オンタリオ湖沿岸にあり、湖畔の公園は学生のリラックスの場所。ダウンタウンから徒歩10分。　
キングストン・キャンパスの他に、イギリス・イースト・サセックス州、ハーストモンソー城に国際研究センター (International Study Centre, ISC) が1995年に卒業生のアルフレッド・ベイダーにより寄贈され創設された。
また、本校は高円宮憲仁親王が青年期に留学した大学でもあり、大学一の大きさのスタッファー図書館の二階の一室には彼を記念して国際交流基金によって寄贈された高円宮記念文庫のプラーク（寄贈記念盾）が飾られている。